# 이랜드 푸마 축구단
이랜드 푸마 축구단은 이랜드에서 운영했던 축구단으로 기독교의 선교 축구단인 임마누엘 축구단을 인수하여 1992년 12월 21일 창단하여 실업축구 (현 내셔널리그)에서 활동하였으며 1998년 2월 말 해체되었다.

해체 후 이랜드에서 간접적인 지원을 하며 이랜드에서 뛰던 선수들을 모아 모체가 되었던 임마누엘 축구단으로 재창단하였다.

## 우승 기록

### 리그
- 전국실업축구연맹전[이랜드 1]

 우승 (2): 1995 춘계, 1996 춘계
 준우승 (1): 1997 춘계

### 컵 대회
- 전국축구선수권대회

 우승 (2): 1994, 1995
 준우승 (1): 1996
- 전국실업축구선수권대회[이랜드 2]

 우승 (1): 1995
 준우승 (1): 1994
- 대통령배 전국축구대회

 우승 (1): 1994

## 유명 선수
- 정정용
- 박건하
- 제용삼
- 인창수

## 같이 보기
- 임마누엘 축구단
- 안산 H FC
- 서울 이랜드 FC

## 주해
1. ↑  전국실업축구연맹전(1964~2002)과 내셔널리그(2003~현재)의 기록을 포함한다. 전국실업축구연맹전은 비록 실업축구 리그지만 1983년에 K리그가 출범하기 전까지는 대한민국 축구 시스템상 최상위 리그였다. 2003년, 프로축구 하부리그로서의 역할을 강화하기 위해 한국실업축구연맹은 전국실업축구연맹전을 내셔널리그로 재출범했다. 내셔널리그는 전국실업축구연맹전을 승계하여 대한민국 축구 시스템상 2부 리그이자 실업축구의 최상위 리그를 담당하다가 2013년 K리그 챌린지가 출범함과 동시에 대한민국 축구 시스템상 3부 리그를 담당하게 되었다.
2. ↑  전국실업축구선수권대회(1991~2002)와 내셔널축구선수권대회(2003~현재)의 기록을 포함한다. 2003년, 전국실업축구연맹전이 내셔널리그로 재출범하자 본래 전국실업축구연맹전의 리그컵 역할을 했던 전국실업축구선수권대회도 마찬가지로 내셔널축구선수권대회로 재출범했다.